# Cầu mây

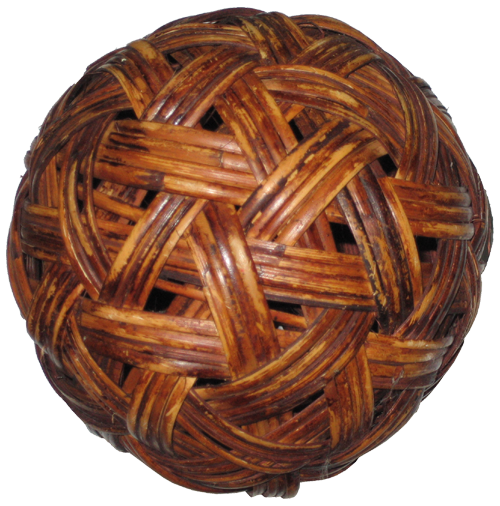
Bóng sử dụng trong môn cầu mây

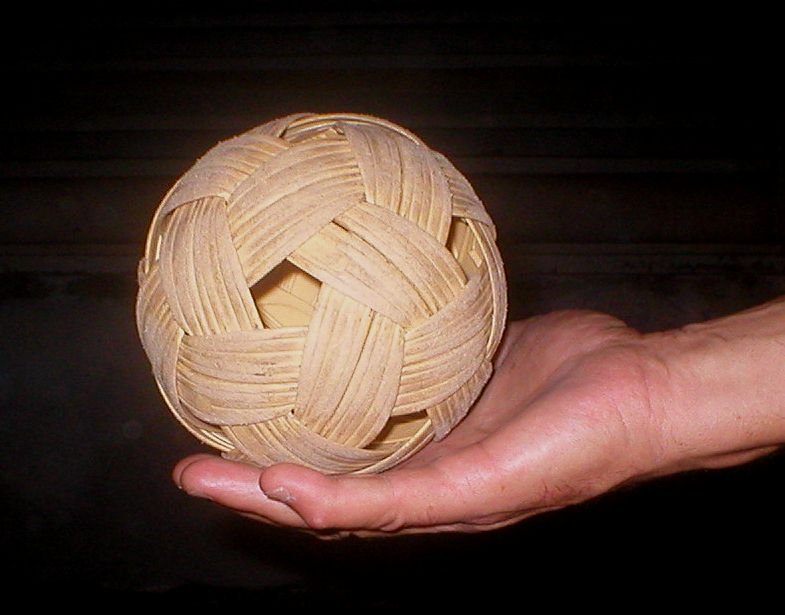
Quả bóng cầu mây

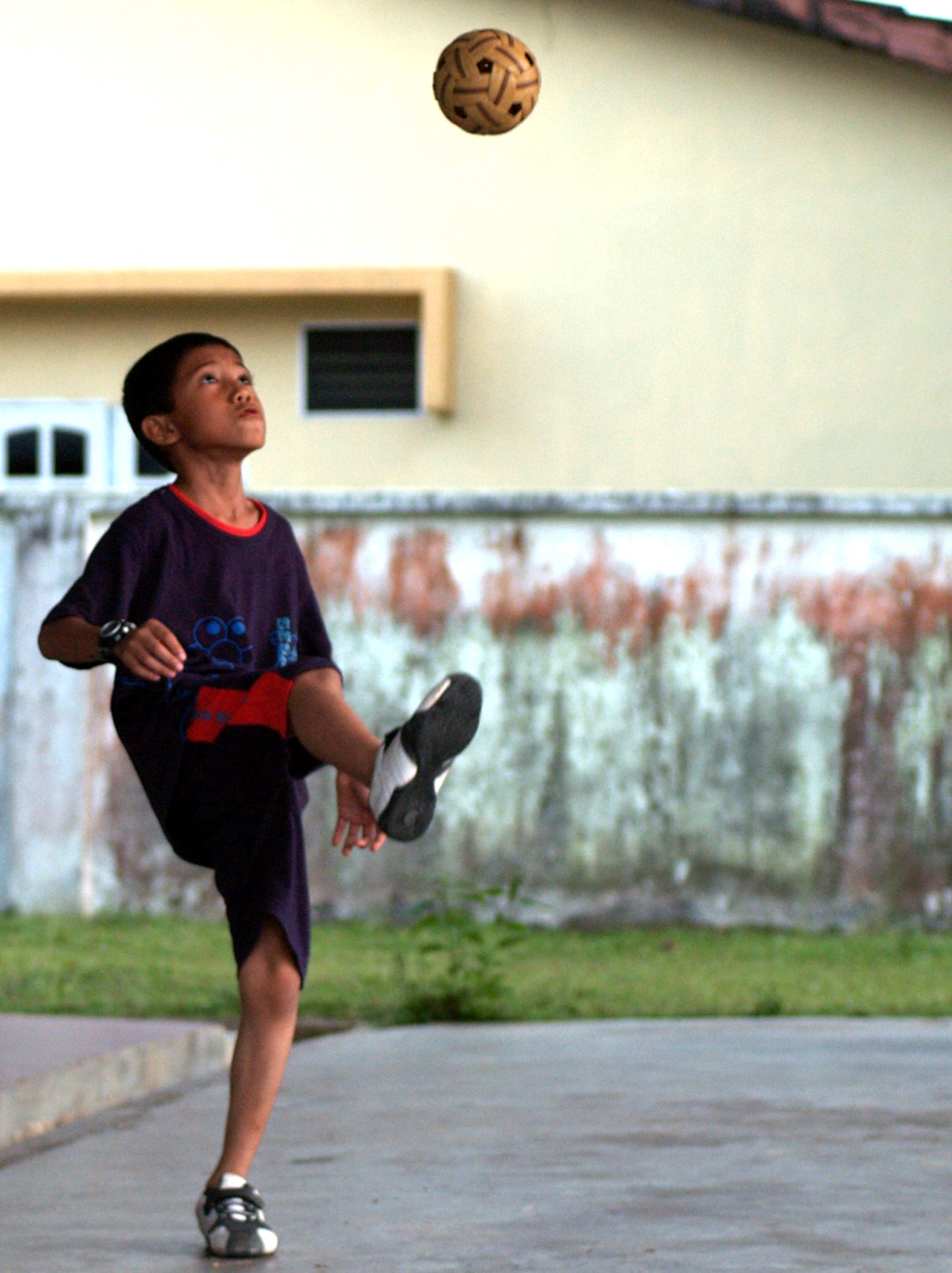
Một cậu bé chơi cầu mây

Cầu mây (tên quốc tế: Sepak takraw, sepak nghĩa là "đá" trong tiếng Malay, takraw (ตะกร้อ) nghĩa là "quả cầu mây" trong tiếng Thái) là một môn thể thao có nguồn gốc từ Đông Nam Á, tương tự như bóng chuyền, ngoại trừ việc cầu mây sử dụng loại cầu làm bằng cây mây và không cho phép cầu thủ sử dụng tay để chạm bóng. Đây là một môn thể thao phổ biến tại Thái Lan, Campuchia, Malaysia, Indonesia, Myanmar, Philippines và Lào. Tại các đại hội thể thao, Thái Lan là quốc gia mạnh nhất ở môn thể thao này.